# ATI Technologies

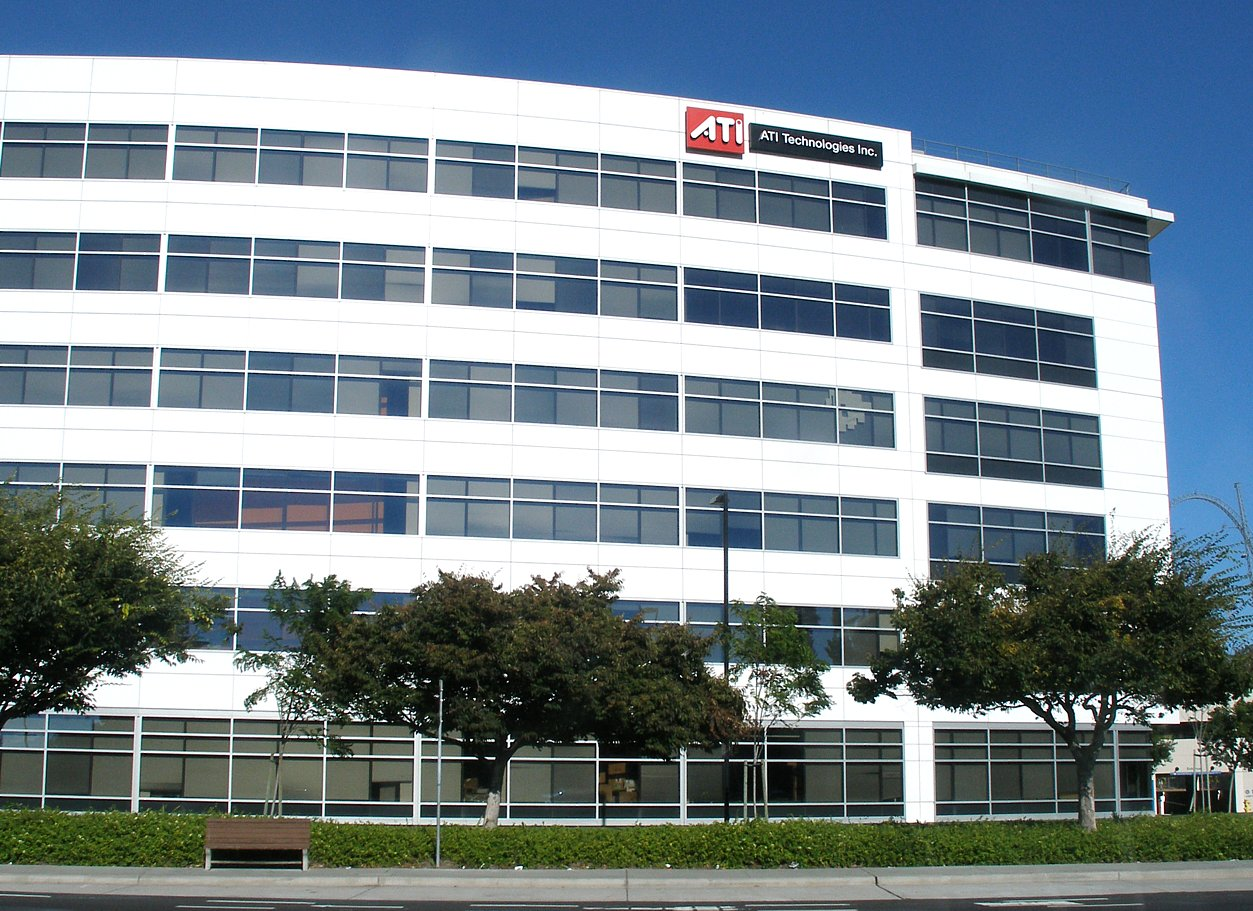
ATI Technologies kontor i Silicon Valley

ATI Technologies (förkortning av de engelska orden Array Technologies Incorporated) var ett kanadensiskt företag grundat 1985 som utvecklade och tillverkade grafiska lösningar till datorer och tv-spel, bland annat Nintendo GameCube samt Wii och Xbox 360. Företaget ATI var en av världens största tillverkare av grafikkretsar, tillsammans med Intel och nVidia. ATI Technologies ägs numera av processortillverkaren AMD.

## Historia
Företaget grundades år 1985 och tillverkade till en början grafikkort till stora datortillverkare som till exempel IBM. Två år senare hade företaget utvecklats och marknadsförde på egen hand två grafikkort med namnen EGA Wonder och VGA Wonder. ATI har genom åren köpt upp ett antal företag. År 1997 köpte man Tseng Labs och fick därmed tillgång till 40 ingenjörer. År 2000 köpte man ArtX com, som bland annat konstruerat grafikkretsen som används i Nintendo GameCube. År 2006 köpte man även upp delar av grafikkortstillverkaren XGI samt det finska företaget Bitboys. Uppköpet medförde att man fick tillgång till ny teknologi samt mycket erfaren och kompetent personal. 
ATI har genom åren tillverkat ett antal revolutionerande grafikkretsar. Företagets mest framgångsrika krets till den stationära marknaden är R300, vilken gjorde ATI till ett marknadsledande företag. ATI Technologies har även tillverkat grafikkretsarna till Microsofts Xbox 360 samt Nintendos Wii. I juli 2006 tillkännagavs att AMD köper upp ATI Technologies, som dock kvarstod ett tag som fristående bolag med produkter under eget varumärke. Under 2009 avvecklades ATI som dotterbolag och verksamheten integrerades med AMD, dock fortsatte varumärket ATI att användas på vissa produkter fram till slutet av 2010.

## Produkter
Exempel på produkter tillverkade av ATI Technologies:
- Mach 32 (1992)
- Mach 64 (1994)
- Rage 3D (1996)
- Rage / Pro (1997)
- Rage / 128 (1998)
- Rage Fury MAXX (2000)
- Radeon / Mobility Radeon-serien (2000–)
  - R100 (7000-serien)
  - R200 (8000-serien)
  - R300 (9000-serien)
  - R420 (X000-serien)
  - R520 (X1000-serien)
  - R600 (HD2000-serien)
  - R670 (HD3000-serien)
  - R770 (HD4000-serien)
  - R8xx (HD5000-serien)
  - Radeon HD 6900 serien)
  - Radeon (HD 7000-serien)
  - R7 xxx-serien)
  - R9 290/290X-serien)
- CrossFire
- Grafikkretsen till Nintendo GameCube, kallad "Flipper" (2000)
- Grafikkretsen till Microsoft Xbox 360, kallad "Xenon" (2005)
- Grafikkretsen till Wii, kallad "Hollywood" (2006)